# Kalmusia surrecta
Kalmusia surrecta är en svampart som först beskrevs av Mordecai Cubitt Cooke, och fick sitt nu gällande namn av Pier Andrea Saccardo 1883. Kalmusia surrecta ingår i släktet Kalmusia och familjen Montagnulaceae.   Inga underarter finns listade i Catalogue of Life.